# Santa Cruz de la Sierra (Càceres)
Santa Cruz de la Sierra és un municipi de la província de Càceres, a la comunitat autònoma d'Extremadura (Espanya).

## Geografia física
| Nord-est:         | Nord: Trujillo            | Nord-est:                                |
| Oest: Ibahernando |                           | Est: Herguijuela                         |
| Sud-est:          | Sud: Puerto de Santa Cruz | Sud-est: Conquista de la Sierra Abertura |

Geològicament, dominen les formes aplanades, excepte en les zones pròximes a la Sierra de Santa Cruz, on s'assoleixen cotes superiors als 700  msnm i pendents que sobrepassen el 20%.
Segons la classificació climàtica de Köppen, el clima local és del tipus Csa ( mediterrani), caracteritzat per els estius càlids i secs, amb escasses precipitacions (al voltant dels 500 mm), distribuint aquestes -de manera més o menys uniformement al llarg de la resta de l'any. Les temperatures mitjanes anuals (en torn als 16 °C) oscil·len entre els 25 °C de juliol i els 8 °C de gener.
El terme municipal està banyat pels rierols Búrdalo i Jumaro.

## Demografia
| 2001 | 2002 | 2003 | 2004 | 2005 | 2006 |
| ---- | ---- | ---- | ---- | ---- | ---- |
| 358  | 346  | 336  | 323  | 308  | 296  |